# Replicante
Replicante, é um tipo de personagem de ficção científica, uma espécie de androide mais próximo do clone humano do que do robô.
Este termo apareceu pela primeira vez no filme Blade Runner, de 1982, de Ridley Scott, baseado no romance Do Androids Dream of Electric Sheep? escrito por Philip K. Dick em 1968. O nome também é usado na sequência do filme Blade Runner 2049 (2017), bem como em todos os trabalhos sobre esses filmes, ou seja, em uma série de romances de K. W. Jeter, no videogame de mesmo nome publicado em 1997, e às vezes até em reedições do livro de Philip K. Dick.

## Contexto
Em 2019, em Los Angeles, num planeta Terra contaminado devido a guerra nuclear que destruiu quase toda a flora e fauna, os governos encorajam fortemente a colonização de Marte. Para encorajar as partidas, um replicante é oferecido a qualquer um que deseje partir para Marte. 

## Origem do termo
No romance de Philip K. Dick, Do Androids Dream of Electric Sheep?  que inspira o filme, o termo usado é "androide". No entanto, o diretor Ridley Scott quis um nome diferente para evitar quaisquer preconceitos. O roteirista David Peoples, portanto, consultou sua filha, então estudante microbiologia e bioquímica. Ela sugere a ele o termo "replicar", que é o processo de reprodução de células clonadas. A partir disso, ele tomou o nome de “replicante” (en: replicant) e o inseriu no roteiro de Hampton Fancher.

## Descrição
A descrição dos replicantes, que evolui ao longo da trama do filme, torna-se posteriormente uma referência no campo do estudo da inteligência artificial com um questionamento do sentido da condição humana.
| “                                                    | Androide: s.m. Autômato humanóide. 1. Os primeiros modelos eram usados para realizar certas tarefas perigosas ou desagradáveis para os humanos. 2. Segunda geração bio-gerada com relés eletrônicos e cérebros positrônicos. Usado no espaço para a exploração de locais inóspitos. 3. Terceira geração sintética. | ” |
| — Le Grand Robert. Nova edição internacional (2012). | |   |

| “                                                    | Replicante: s.m. Autômato Androide criado a partir de culturas de carne e pele, graças a transferências enogenéticas específicas. Capaz de pensamento independente. Faculdades parapsicológicas. Destina-se a ser usado na colonização. | ” |
| — Le Grand Robert. Nova edição internacional (2012). | |   |

### Natureza
Os replicantes são considerados escravos modernos, pertencentes a uma classe inferior, como no filme Metrópolis (1927) de Fritz Lang. As primeiras versões criadas, ou seja, anteriores à terceira geração "sintogenética", foram utilizadas em trabalhos árduos ou perigosos, como objetos de prazer, nas forças armadas, ou para explorar locais inóspitos.
Após uma revolta sangrenta de replicantes numa colônia marciana, eles foram banidos da Terra. No entanto, alguns conseguem retornar. Unidades especializadas chamadas Blade Runner estão lá para fazer cumprir a lei contra androides ilegais. Eles têm permissão para matar qualquer replicante em situação irregular. As autoridades não chamam isso de assassinato, mas “aposentadoria”.
| “                            | Os replicantes são como qualquer outra máquina - eles são uma benção ou um risco. Se eles são uma dádiva, não são problema meu. | ” |
| — Rick Deckard, Blade Runner | |   |

Existem várias séries de replicantes. Os replicantes do novo "Nexus" Série 6 (X-3-SM), geneticamente criado pela Tyrell Corporation, são virtualmente idênticos a um humano adulto, mas com força e agilidade superiores, com inteligência dependente do "modelo". As fábricas de produção da empresa estão localizadas em Marte. No início do filme, nenhum Blade Runner jamais precisou caçar um desses novos modelos “Nexus-6”.
| “                         | Que experiência viver com medo, não é? Isso é ser um escravo. | ” |
| — Roy Batty, Blade Runner |                                                               |   |

### Diferenças entre replicantes e humanos

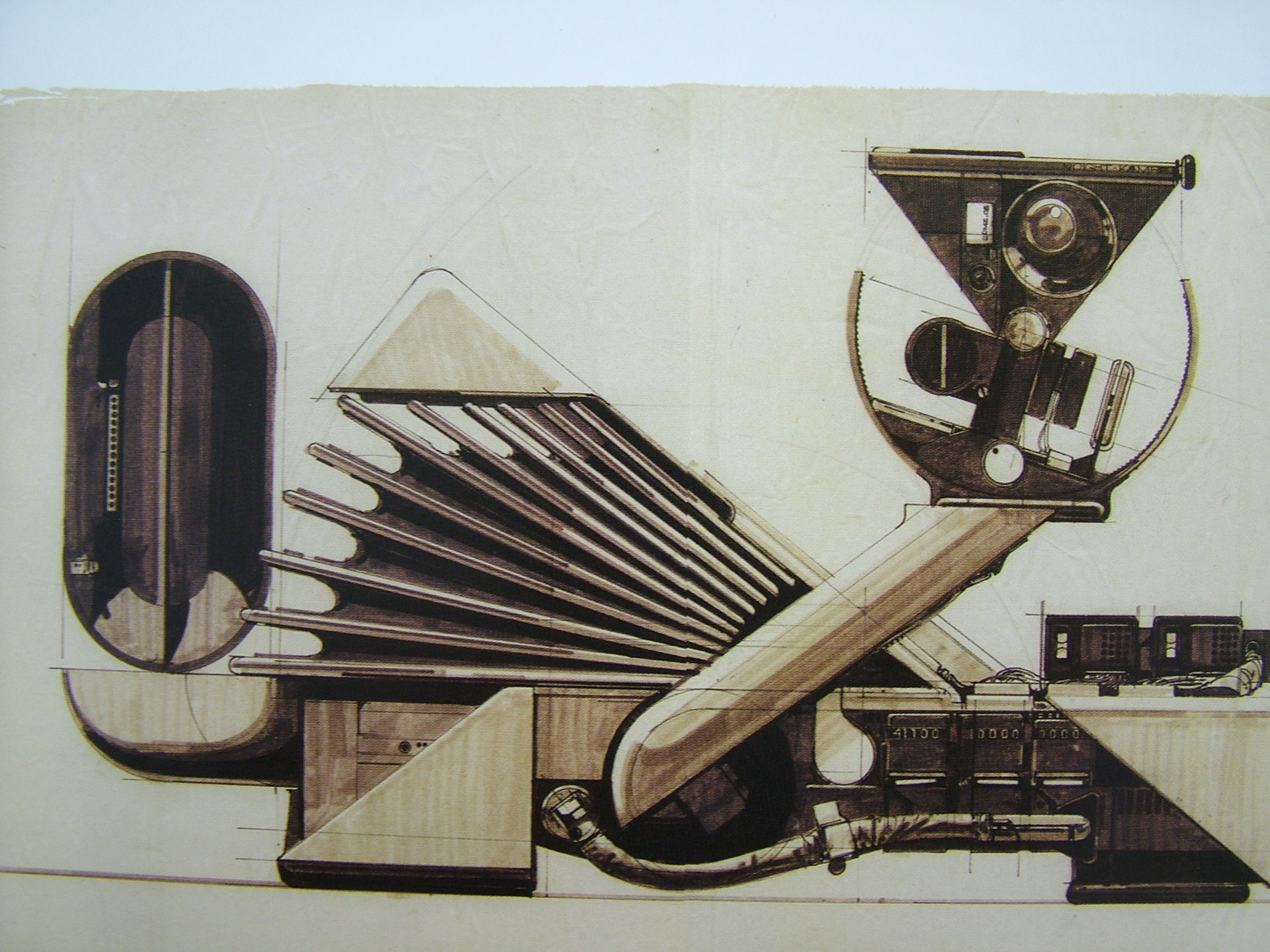
Máquina do teste Voight-Kampff.

Devido às suas semelhanças físicas com os humanos, um replicante só pode ser detectado por sua falta de empatia com as perguntas feitas no teste Voight-Kampff. A polícia deve estar atenta para evitar qualquer engano sobre a pessoa testada.
Para detectar replicantes, o Blade Runner foca nas diferenças entre eles e os humanos. Aqui estão os três principais:
- Replicantes não são sensíveis à vida animal (à qual os humanos são muito apegados, especialmente porque os animais reais se tornaram extremamente raros no momento em que se passa a ação)[14] e não sentem nada quando um animal morre.
- Replicantes não têm forma de empatia entre si e para com os outros. Assim, eles não farão nada para ajudar um dos seus e muitas vezes se resignam quando um Blade Runner os pega.
- Replicantes têm uma medula óssea diferente da humana, por ser geneticamente modificada, o que permite a verificação após a "aposentadoria".

Outra diferença presente no filme, mas que depende da versão do corte, os olhos dos replicantes brilham quando estes são emocionalmente perturbados.  A população se divide quanto ao status a ser dado aos replicantes. Para alguns, os replicantes devem ter os mesmos direitos que os humanos. Para outros, como sindicatos, não é aceitável que replicantes substituam empregados humanos. Para a mídia, os políticos e a Igreja, os replicantes são apenas objetos.  Rick Deckard, o principal protagonista do filme, discorda. Ele pediu demissão do serviço policial após o lançamento do "Nexus 3", que considerou “muito delicado” e “muito humano” para ser considerado como objeto. 

Cada replicante é designado por um nome (e mais raramente um sobrenome) e um número de série. Este último oferece informações valiosas sobre o androide. No filme, Leon é registrado como "N6MAC41717", Roy Batty "N6MAA10816", Pris "N6FAB21416" e Zhora "N6FAB61216". Por exemplo, o código de identificação do Pris, "N6FAB21416", significa N6 para a série "Nexus-6", F para seu gênero, A para seu nível físico e B para seu nível de inteligência. Os números a seguir indicam a data de concepção do replicante, aqui 21416 ou 14 de Fevereiro de 2016.

### Duração de vida
Os novos replicantes criados integram um processo genético de degeneração celular que provoca sua morte após um período previamente definido. Eles, portanto, "nascem" diretamente com a constituição de um ser humano adulto e vivem apenas alguns anos. Assim, o Nexus-6 (a geração mais eficiente) tem vida útil de 4 anos, para evitar que se torne humano.

### Gerações
As capacidades intelectuais e físicas dos replicantes são variáveis. São definidos no momento da sua criação, de acordo com as necessidades relacionadas com a atividade que lhes é destinada. Os níveis de proficiência variam de "A" a "C", sendo "A" o nível mais alto e "B" o nível comparável à média para humanos.
Um nível físico "A", como o de Roy Batty, permite suportar, por um curto período de tempo, temperaturas que variam de -200 °C a + 600 °C,  apesar de uma biologia semelhante à dos humanos. Eles não devem, entretanto, ser considerados como “super-homens”, mas como “os melhores dos homens”.

### Memórias
Os replicantes desenvolvem "obsessões estranhas" quando "usam" suas respostas emocionais programadas. A falta de experiência e a imaturidade emocional representam grandes problemas para eles, porque eles têm que aprender a reagir como um ser humano, apesar de seus poucos anos de expectativa de vida. Para combater esse problema, eles podem ser dotados de memórias. No filme, Rachael parece ser o único “Nexus-6” a ter se beneficiado desta nova tecnologia, motivo pelo qual Eldon Tyrell a vê como um protótipo experimental. As memórias permitem, entre outras coisas, esconder sua verdadeira natureza de um replicante, oferecendo-lhe a possibilidade de se lembrar de sua infância. As memórias podem ser cópias das de um ser humano, parecendo reais para o replicante mesmo que não pertençam a ele. As fotografias constituem um elemento fundamental da memória afetiva do replicante, pois o vinculam ao seu chamado "passado".

### Sentimentos
Os replicantes foram programados para responder emocionalmente a certas situações a fim de interagir e parecer humanos. Estas não são “emoções reais” porque os replicantes não as sentem, mas sim uma simulação do que um ser humano teria sentido. No entanto, alguns “Nexus-6” desenvolveram “emoções reais”, como a empatia que Roy Batty sente por Rick Deckard no final do filme, ou o amor que transparece na relação entre Rick Deckard e Rachael.

### Marcas corporais
Na cena do telhado do filme, há marcas azuis no peito de Roy Batty que parecem tatuagens. Essa é uma ideia segundo a qual esses "pequenos círculos" são conectores para equipamentos espaciais, uma espécie de interface eletrônica ou de computador. Essa ideia é descartada no roteiro final, apesar da maquiagem visível nesta cena.

### Alimentação
Como os humanos, os replicantes precisam de comida. Isso faz com que alguns replicantes em fuga, como Zhora, trabalhem por comida. Uma garrafa parecida com uma garrafa de bebida alcoólica é visível em uma das fotos do apartamento de Leon enquanto Deckard a analisa no equipamento Esper. Isso indicaria que os replicantes poderiam suportar e desfrutar do álcool. Além disso, em uma versão do filme, se Rick Deckard é visto como um replicante, parece muito provável que ele esteja bebendo.

### Reprodução
Por serem criados de forma artificial e apesar de sua biologia próxima à dos "Homens", os replicantes não parecem capazes de se reproduzir. Na verdade, seria um desperdício de dinheiro considerável se todos pudessem "criar" seus próprios replicantes. Eles também seriam incapazes de cuidar de seus filhos por causa de sua expectativa de vida limitada. Por fim, o fato de não ter direitos é incompatível com os cuidados parentais. Sem família, alguns desenvolvem uma afetividade para com os outros humanos a fim de criar uma família substituta.
A Blade Runner 2049, sequência do filme de 1982, lançada em Outubro de 2017, revela que Deckard foi capaz de conceber naturalmente uma criança com Rachael. Isso foi possível porque ela era um protótipo experimental (designado Nexus-7), a primeira e única tentativa de projetar um modelo replicante capaz de procriar por conta própria. A Tyrell Corporation eventualmente faliu depois de várias rebeliões replicantes e foi comprada pela Wallace Corporation, que assumiu a produção de replicantes, mas não conseguiu duplicar o sucesso de Tyrell com Rachael. 

## Mensagem
A condição dos replicantes permite, por analogia, questionar o espectador sobre o significado da natureza humana e sobre os critérios que definem o homem. Através do olhar de Rick Deckard, o filme ilustra como as memórias, desejos e emoções ligados ao inconsciente, bem como a vontade de seguir a própria consciência, às vezes até saindo de caminhos estabelecidos, definem a humanidade.

## Em seus contextos

### Blade Runner

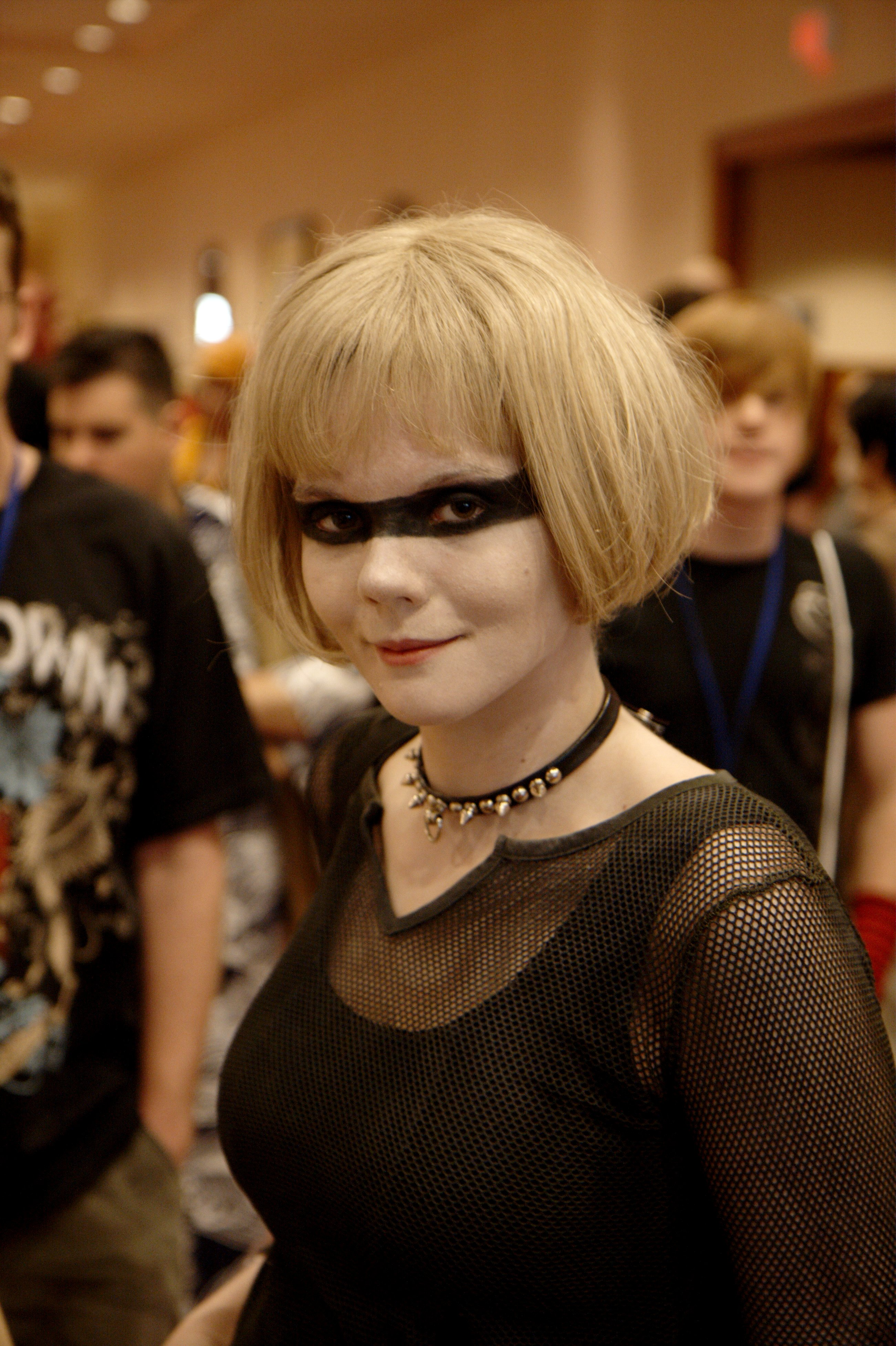
Cosplayer de Pris na A-Kon 2009.

Em Blade Runner, existem seis replicantes que entraram ilegalmente na Terra, todos da série "Nexus-6": Roy Batty (interpretado por Rutger Hauer) é um modelo de combate para o programa de defesa colonial, Pris (interpretada por Daryl Hannah) é um "modelo de diversão" para militares, Zhora (interpretada por Joanna Cassidy) foi novamente treinada para realizar assassinatos políticos, Leon (interpretado por Brion James) é um modelo de combate, carregador de munição para aplicações relacionadas à fissão nuclear, Hodge foi morto em um campo elétrico enquanto tentava entrar novamente na Tyrell Corporation e Mary, o 6º replicante foi excluída do script por razões orçamentárias, criando muitas especulações de que Rick Deckard seria o 6º replicante com novas memórias. As diferentes versões do filme também contribuíram para essa ambigüidade. Rachael (interpretada por Sean Young) também é uma replicante, trata-se de um protótipo experimental “Nexus-6” com memórias implantadas provenientes da sobrinha do Dr. Eldon Tyrell  (interpretado por Joe Turkell).

#### Deckard era um replicante?
No romance Do Androids Dream of Electric Sheep?, Rick Deckard é claramente identificado como humano. No entanto, o filme é muito mais ambíguo sobre esse assunto. De fato, dependendo da versão da edição, Deckard aparece mais como um humano (versão original), que era desejado pela produção para antecipar a reação do público, ou melhor, como um replicante (versão do diretor), que reconheceu Ridley Scott. Este assombrou o ator principal Harrison Ford e até mesmo o roteirista Hampton Fancher, que indicou não ter escrito o papel como replicante.
A atmosfera escura e paranoica de Blade Runner, e suas múltiplas versões, adicionam combustível à especulação e ao debate sobre esta questão. Em Do Androids Dream of Electric Sheep?, Rick Deckard (o protagonista) é, num certo momento, enganado para seguir um androide, que ele acredita ser um policial, para uma falsa delegacia de polícia. Deckard então escapa e "aposenta" alguns androides lá antes de retornar à sua própria delegacia. Deckard é submetido a um teste Voight-Kampff e passa, confirmando que ele é um humano.
Harrison Ford, que interpretou Deckard no filme, disse que não achava que Deckard era um replicante e que ele e o diretor, Ridley Scott, tiveram discussões que terminaram no acordo de que o personagem era humano. De acordo com várias entrevistas com Scott, Deckard é um replicante. Deckard coleciona fotografias que são vistas em seu piano, mas não tem uma família óbvia além de uma referência à sua ex-esposa (que o chamou de "peixe frio"). O editor de supervisão do filme, Terry Rawlings, lembra que Scott "propositalmente colocou Harrison no fundo da filmagem, e ligeiramente fora de foco, para que você só notasse que seus olhos estavam brilhando se você estivesse prestando atenção... Ridley pode ter definitivamente sentido que Deckard é um replicante, mas ainda assim, no final do filme, ele pretendia deixar subentendido para o espectador."
O autor Will Brooker escreveu que o sonho pode não ser exclusivo de Deckard e que os sonhos de unicórnio podem ser um toque pessoal adicionado a alguns ou a todos os cérebros dos replicantes Nexus-6. Como não estamos cientes dos sonhos dos outros replicantes, isso é desconhecido. A partir disso, pode-se também derivar que Gaff (personagem de Edward James Olmos) é um replicante e pode compartilhar a mesma memória incorporada.
Paul Sammon, autor de Future Noir: The Making of Blade Runner, sugeriu em entrevistas que Deckard pode ser um Nexus-7, uma nova geração de replicantes que não possui força ou inteligência sobre-humanas, mas tem características neurológicas que completam a ilusão da humanidade. Scott mencionou os replicantes Nexus-7 e Nexus-8 como possibilidades em uma sequência do filme. Sammon também sugere que os replicantes Nexus-7 podem não ter uma vida útil definida (ou seja, eles podem ser imortais).
Sammon escreveu que Scott achou que seria mais provocativo insinuar que Deckard é um replicante. Isso se liga de volta ao tema de "o que é ser humano?" O importante não é se Deckard é um replicante, mas que a ambiguidade confunde a linha entre humanos e replicantes.
Em Blade Runner 2049, Niander Wallace, o sinistro CEO da Wallace Corporation, captura Deckard e teoriza sobre como ele a conheceu e se apaixonou por Rachael: Wallace acha que tal evento soa perfeito demais, e pondera se o próprio Deckard teria sido projetado para apaixonar-se por ela, como parte do experimento de Tyrell para desenvolver replicantes que podem procriar (nesse caso Deckard seria um replicante) mas Wallace também admite que com Tyrell morto e os registros destruídos, ele nunca saberá, e é igualmente possível que Tyrell nunca planejou que Rachael e Deckard se apaixonassem (nesse caso, Deckard seria possivelmente humano).

### Blade Runner 2049
Quando Scott foi questionado sobre a possibilidade de uma sequência de Blade Runner em outubro de 2012, ele disse: "Não é um rumor, está acontecendo. Com Harrison Ford? Ainda não sei. Ele é muito velho? Bem, ele era um Nexus-6, então não sabemos quanto tempo ele pode viver. E isso é tudo que eu vou dizer nesta fase".
A sequência Blade Runner 2049 foi lançada em outubro de 2017. Nos 30 anos seguintes, vários eventos importantes ocorreram e novas linhas replicantes foram introduzidas.
A sequência estabelece retroativamente que Rachael fazia parte de uma linha de protótipos de replicantes de curta duração designada Nexus-7, que não só foi destinado como um teste para tornar os replicantes mais mentalmente estáveis com memórias implantadas, mas para desenvolver replicantes capazes de conceber naturalmente crianças por conta própria (todos os outros modelos antes ou depois são estéreis). Rachael morreu no parto em 2021, e a criança foi escondida pelos replicantes ilegais.

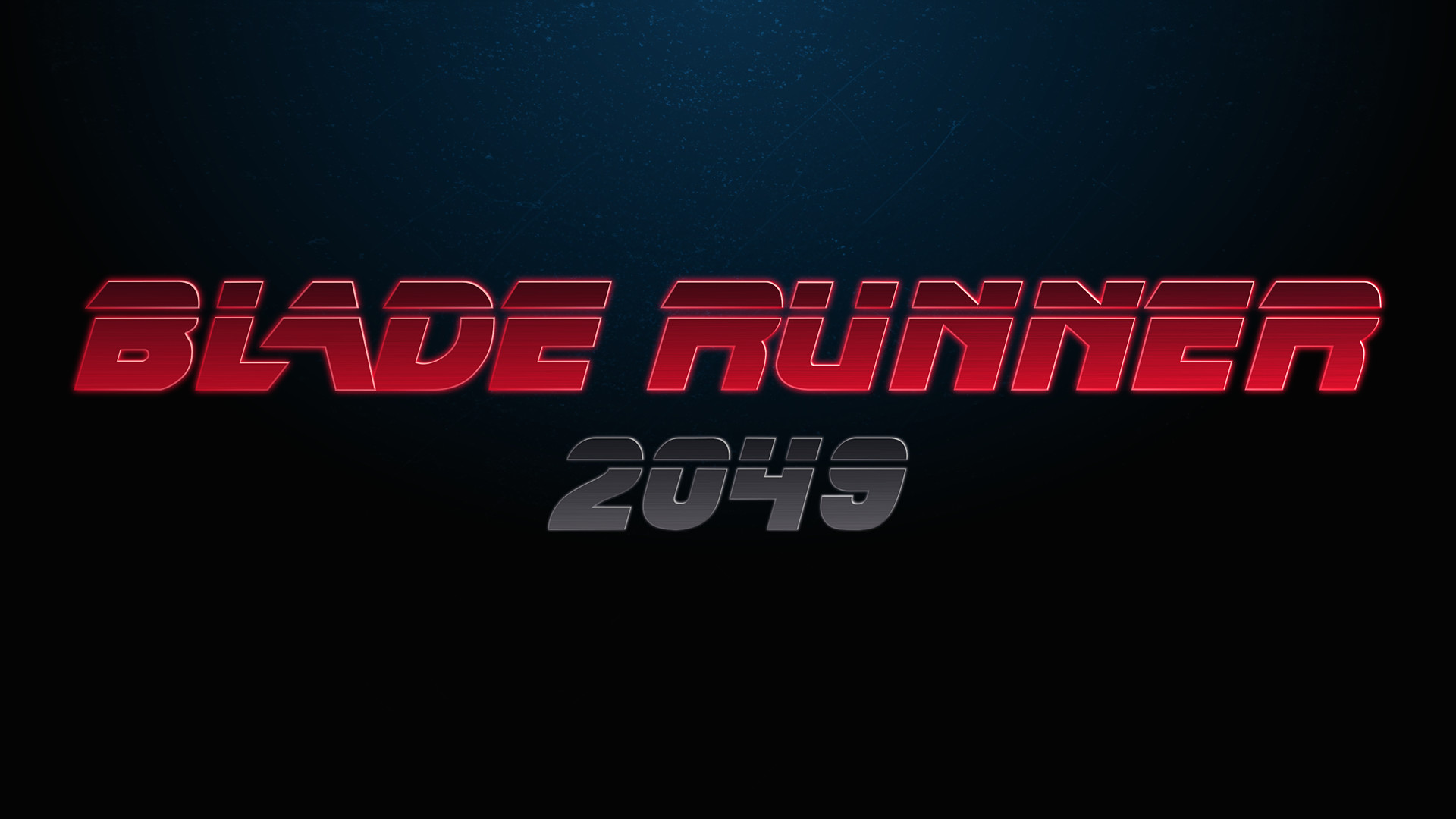
Logotipo de Blade Runner 2049.

Em 2020, a Tyrell Corporation introduziu o replicante Nexus-8, construído com vida útil aberta não limitado a apenas quatro anos. O próprio Tyrell havia sido morto durante os eventos do primeiro filme em novembro de 2019, e o segredo da produção de replicantes que podem procriar morreu com ele. O Nexus-8 entrou em produção em massa, mas uma nova onda de rebeliões replicantes ocorreu, culminando na detonação de uma arma nuclear em órbita sobre o oeste dos Estados Unidos, para criar um pulso eletromagnético que exterminou todos os registros eletrônicos. O blackout destruiu a maioria dos registros sobre replicantes, dificultando para os humanos localizá-los na Terra, mas o ataque terrorista levou a expurgos em massa e desligamento completo da produção do Nexus-8 (embora muitas unidades existentes foram capazes de se esconder no caos).
Em 2036, no entanto, o engenheiro genético Niander Wallace (interpretado por Jared Leto) projetou uma nova linha de replicantes Nexus-9. Eles também têm uma vida útil aberta, mas foram projetados para serem incapazes de resistir às ordens dadas por um humano, mesmo que essa ordem seja cometer suicídio. A Wallace Corporation resolveu uma crise alimentar global com culturas geneticamente modificadas, que combinada com a eficácia demonstrada da programação do Nexus-9, permitiu que ele pressionasse com sucesso para que a proibição da produção de replicantes fosse abolida.
Até 2049, os replicantes Nexus-9 são amplamente usados em toda a Terra e nas colônias fora do mundo, mas eles também precisam de unidades policiais especiais encarregadas de rastrear quaisquer ilegais, e qualquer Nexus-8 restante ainda esteja escondido (Nexus-7 nunca foi produzido em massa, e todos os modelos mais antigos como Nexus-6 simplesmente morreram "naturalmente" décadas antes). Essas unidades policiais são mais uma vez chamadas blade runners, mas agora são abertamente compostas de replicantes autoconsciente (como o oficial KD6-3.7, interpretado por Ryan Gosling), que estão plenamente cientes de que eles são replicantes em si. Assim como o Nexus-7, os modelos Nexus-9 também implantaram memórias para ajudar sua estabilidade mental, embora estejam cientes de que essas memórias são fabricações. Além disso, o uso de memórias reais em replicantes é ilegal, todas as memórias têm que ser fabricações originais. 

### Jogos eletrônicos
No jogo Blade Runner (1997), dependendo das opções do jogador, os personagens podem ser humanos ou replicantes. É o caso de Roy McCoy, o protagonista interpretado pelo jogador, que é um “Blade Runner” em busca de um grupo de replicantes. Sadik, Dektora (dançarina exótica), Lucy, os gêmeos Luther e Lance (ex-funcionários da Tyrell Corporation) e Gordo Frizz (ator) também dependem do jogador. Clovis (que chefia o grupo de replicantes), Zuben (cozinheiro de um restaurante chinês) ainda são replicantes.
Dependendo do comportamento do jogador, o jogo termina de acordo com um dos 7 cenários possíveis.

## Tema de ficção científica

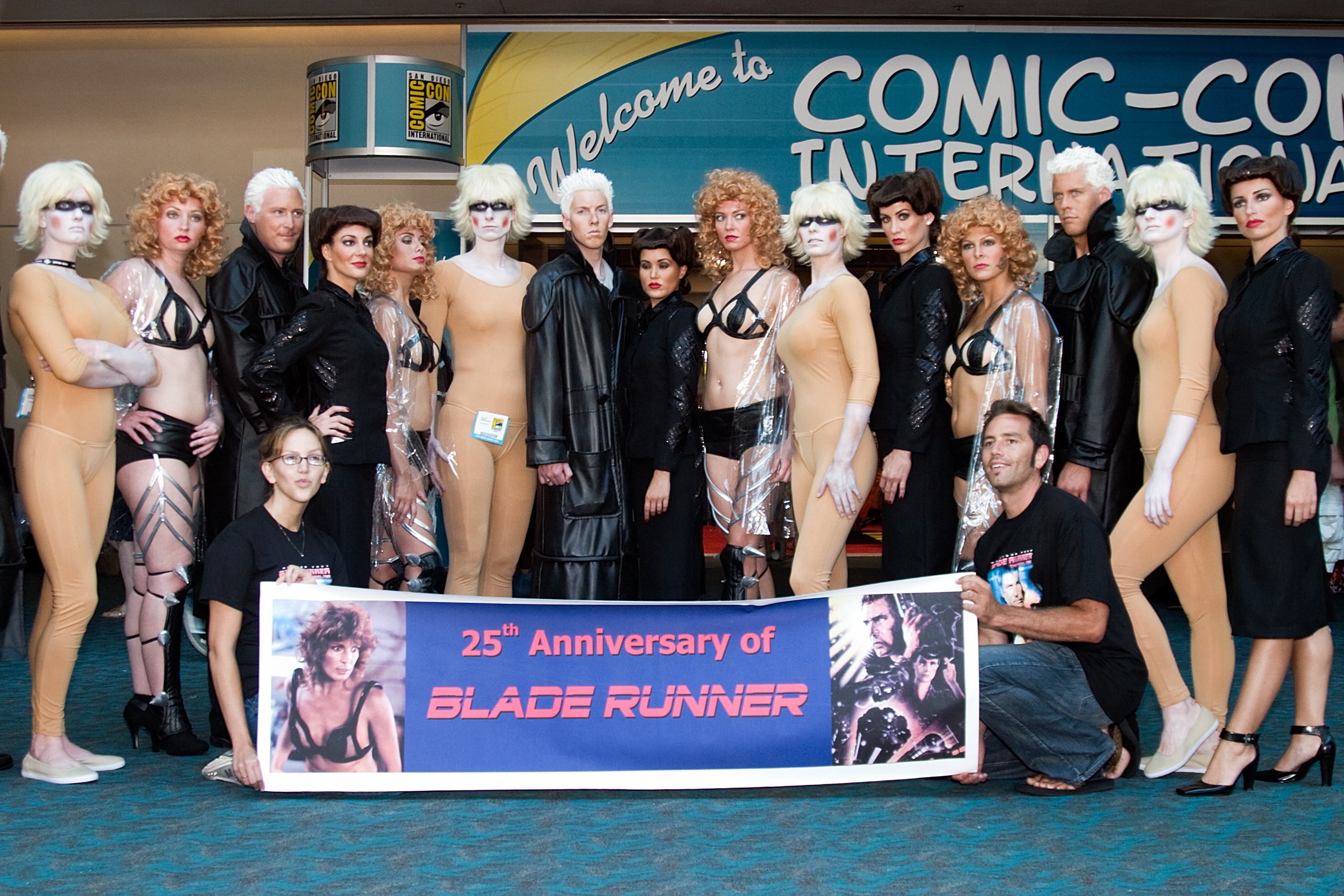
Cosplayers dos replicantes de Blade Runner, comemorando o 25º aniversário do filme, na San Diego Comic-Con de 2007.

O replicante é frequentemente citado na ficção científica, principalmente como uma referência ao filme de Ridley Scott, mas às vezes longe de sua mensagem sobre a condição humana. Aqui estão alguns exemplos :
- No videogame Snatcher (1988), a história gira em torno de um detetive em busca de robôs que imitem humanos, assim como os replicantes.
- No videogame Flashback (1992), alguns inimigos androides são chamados de CY-BORG 2.1 ou replicantes.
- A música Time, What is Time (1992) da banda alemã de power metal Blind Guardian é vagamente baseada no filme e fala sobre os replicantes ("As coisas que ela lembrava / Nunca foram dela / Replicante ou humana").
- Na série de televisão Earth: Final Conflict  (1997-2002), os Jaridianos usam máquinas para monitorar e atacar a Terra. Essas máquinas foram chamadas de "replicantes".
- Na série de televisão Stargate SG-1 (1997-2007), uma espécie alienígena mecânica conhecida como replicadores pode criar réplicas humanoides.
- As tropas geneticamente modificadas do filme Soldier (1998) são replicantes da série "Nexus". Ambos os filmes se passam no mesmo universo ficcional.
- Replicant (2001) é um filme de Ringo Lam estrelado por Michael Rooker e Jean-Claude Van Damme.
- Os dois protagonistas de Dead or Alive: Final (2002), de Takashi Miike, são replicantes.
- Na série de TV Battlestar Galactica (2004-2009), existem humanoides chamados Cylons. É reconhecido que Blade Runner teve uma influência nesta série. O ator Edward James Olmos, que estrela a série, também estrela como Gaff no filme. Ele aconselhou a atriz Tricia Helfer em sua abordagem para o papel de Número Seis.
- No videogame Nier (2010), as almas dos humanos adormecidas por um milênio esperam poder reconquistar seus respectivos Replicantes, envelopes humanóides que resistiram ao apocalipse que assolou o mundo. O protagonista encarnado pelo jogador é um desses Replicantes.
- O livro espanhol Lágrimas en la lluvia (2011), de Rosa Montero, trata da condição dos replicantes em um mundo onde adquiriram certa independência. A influência de Blade Runner no livro é visível até pelo título, uma referência ao monólogo final de Batty no telhado antes de morrer.
- No desenho animado The Batman, os replicantes são robôs alienígenas que se desenvolvem roubando tecnologia de outros planetas, destruindo-os. Alguns podem se disfarçar de humanos.
- A banda brasileira de punk rock Os Replicantes, formada em 1983, adotou seu nome inspirada no filme de Ridley Scott, lançado no ano anterior.